# Ana do Palatinado-Veldenz
Ana do Palatinado-Veldenz (em alemão:  Anna von Pflaz-Veldenz; 12 de novembro de 1540 – 30 de março de 1586) foi uma nobre alemâ pertencente ao ramo Palatino da Casa de Wittelsbach. Casou com Carlos II de Baden-Durlach e, pela morte do marido, tornou-se co-regente dos estados durante a menoridade dos filhos.

## Biografia
Ana era a filha mais velha de Roberto do Palatinado-Veldenz (1506–1544) e de Úrsula (1515–1601), filha do conde João VII de Salm-Kyrburg.
A 1 de agosto de 1558, na cidade de Heidelberga, Ana casou com o marquês Carlos II de Baden-Durlach, de quem seria a segunda mulher. Tal como o marido Ana era Luterana e todos os filhos de ambos os casamentos do marquês seriam educados como luteranos.

### Regência
Quando o marido morreu, em 1577, os filhos eram ainda menores. Assim, enquanto guardiã dos filhos, Ana foi nomeada co-regente até que o filho mais velho, Ernesto Frederico, atingisse a idade adulta em 1584. Os outros co-regentes foram o Eleitor-Palatino Luís VI e o duque Luís III de Vurtemberga, o Pio.
Em 1584, Baden-Durlach foi partilhado: o filho mais velho, Ernesto Frederico, recebeu a maior parte do território e tornou-se marquês de Baden-Durlach e o segundo filho, Jaime, recebeu Baden-Hachberg, residindo em Emmendingen. Jaime converteu-se ao Catolicismo em 1590 impondo a sua fé nos seus estados mas, poucos meses depois, ele morreu envenenado com arsénio e Baden-Hachberg foi herdado pelo irmão mais velho, Ernesto Frederico, que o reintegrou em Baden-Durlach.
O capelão de Ana, Johannes Zehender, foi o responsável pela orientação espiritual de Ana durante os últimos anos de sua vida, e proferiu um sermão memorável na cerimónia fúnebre da Margravina, que teve lugar a 5 de abril de 1586.

## Casamento e descendência
Em 1 de agosto de 1558 Ana casou com Carlos II marquês de Baden-Durlach, de quem teve os seguintes filhos:
1. Doroteia Úrsula (Dorothea Ursula) (1559-1583), que casou com o duque Luís III de Vurtemberga;
2. Ernesto Frederico (Ernst Friedrich) (1560-1604), que sucedeu ao pai como marquês de Baden-Durlach e que casou com Ana (1562-1621), filha do conde Edzard II da Frísia Oriental;
3. Jaime III (Jakob III.) (1562-1590), que sucedeu a pai como marquês de Baden-Hachberg e que casou com Isabel, filha do conde Floris I de Pallandt-Culemborg;
4. Ana Maria (Anna Marie) (1565-1573);
5. Isabel (Elizabeth) (1570-1611);
6. Jorge Frederico (Georg Friedrich) (1573-1638), que sucedeu ao irmão mais velho como marquês de Baden-Durlach.